# Cephalaeschna dinghuensis
Cephalaeschna dinghuensis är en trollsländeart som beskrevs av Wilson 1999. Cephalaeschna dinghuensis ingår i släktet Cephalaeschna och familjen mosaiktrollsländor. Inga underarter finns listade i Catalogue of Life.